# Fontana-on-Geneva Lake
Fontana-on-Geneva Lake és una població dels Estats Units a l'estat de Wisconsin. Segons el cens del 2000 tenia 1.754 habitants.

## Demografia
Segons el cens del 2000, Fontana-on-Geneva Lake tenia 1.754 habitants, 764 habitatges, i 524 famílies. La densitat de població era de 228,8 habitants per km².
Dels 764 habitatges en un 22,8% hi vivien nens de menys de 18 anys, en un 60,7% hi vivien parelles casades, en un 5,1% dones solteres, i en un 31,3% no eren unitats familiars. En el 27,1% dels habitatges hi vivien persones soles l'11,1% de les quals corresponia a persones de 65 anys o més que vivien soles. El nombre mitjà de persones vivint en cada habitatge era de 2,3 i el nombre mitjà de persones que vivien en cada família era de 2,79.
Per edats la població es repartia de la següent manera: un 20,1% tenia menys de 18 anys, un 4,8% entre 18 i 24, un 24,2% entre 25 i 44, un 30,6% de 45 a 60 i un 20,2% 65 anys o més.
L'edat mediana era de 46 anys. Per cada 100 dones de 18 o més anys hi havia 98,4 homes.
La renda mediana per habitatge era de 54.211 $ i la renda mediana per família de 63.594 $. Els homes tenien una renda mediana de 41.750 $ mentre que les dones 31.813 $. La renda per capita de la població era de 32.266 $. Aproximadament el 2,4% de les famílies i el 3,8% de la població estaven per davall del llindar de pobresa.

## Poblacions més properes
El següent diagrama mostra les poblacions més properes.